# Real Action
Real Action, eredeti neve Szűcs Zoltán (1972.08.20.–) magyar táncművész, a Hip Hop Boyz popegyüttes, majd az Attraction Látványszínház alapítója.

## Életpályája
- 1985 óta táncol breaket. 1990-ben az "Enemy Squad" breakcsapat alapító tagja. 1993-ban a Ki Mit Tud? tehetségkutató versenyben első helyezést ért el a csapatával. Ugyanebben az évben alapító tagja és koreográfusa lett a Hip Hop Boyz nevű popegyüttesnek. 1998-ban országos tánciskola-hálózatot hozott létre. 2002-ben lett a NOX együttes tagja. Önálló szólólemeze Végtelen[1] címen 2003-ban jelent meg. A dal rákerült az aranylemezes Juventus mix albumra is. Real Action 2004-ben hozta létre a Magyarországon egyedülálló produkcióját, az Attraction Látványszínházat,[2] ahol az emberek árnyékképéből alkotnak képeket. 2005 és 2008 között az újjáalakult Hip Hop Boyzzal szerepelt.
- 2007-ben a Csillag születik tehetségkutató műsor felfedezettje lett "fekete színház" előadásával. 2008-ban a Szombat esti láz vendégfellépője volt. 2009 folyamán sorozatosan Németországban lépett fel. 2010-ben a sanghaji világkiállításon képviselte Magyarországot az Attraction Látványszínház.
- 2012-ben az Attraction Látványszínház a magyar olimpikonok ünnepélyes eskütételének nyitóprodukciója volt.[3]
- Csapata ugyancsak 2012-ben a több mint 40 000 jelentkező közül bejutott a "Das Supertalent" nevű német tehetségkutató műsor[4] élő középdöntőjébe.
- 2013-ban az általa vezetett együttessel a Britain's Got Talent című brit televíziós tehetségkutató vetélkedőjén indultak és június 8-án a döntőt meg is nyerték. Ők az első külföldi produkció, akik megnyerték a Britain's Got Talentet és az a megtiszteltetés érte őket, hogy előadhatják produkciójukat az angol királyi család előtt a Royal Varietyn.